# Rodengo-Saiano
Rodengo-Saiano es una localidad y comune italiana de la provincia de Brescia, región de Lombardía, con 9.841 habitantes.

## Evolución demográfica
| Gráfica de evolución demográfica de Rodengo-Saiano entre 1861 y 2001 |
|                                                                      |
| Fuente ISTAT - elaboración gráfica de Wikipedia                      |